# The Evictors
The Evictors è un film horror statunitense del 1978, co-scritto, prodotto, fotografato e diretto da Charles B. Pierce.
Interpretato da Vic Morrow, Michael Parks e Jessica Harper, è ambientato nel 1942 e segue una coppia terrorizzata da un terrorista in una casa di campagna nella Louisiana, che è stata sede di vari omicidi degli anni precedenti. Uscito nell'aprile 1979, è stato uno degli ultimi film distribuiti dalla American International Pictures.

## Trama
Nel 1942, una giovane coppia, Ben e Ruth Watkins, acquista una casa in una cittadina rurale della Louisiana, senza sapere del passato violento di quelle mura: nel 1928, i Monroes spararono sulla proprietà. Ruth e Ben imparano lentamente che ogni nuovo residente, dal 1928, ha incontrato una fine violenta e ora Ruth si convince che qualcuno sta cercando di convincerli a partire. Ella viene ripetutamente terrorizzata da un misterioso uomo ogni qualvolta Ben è via. Una serie di flashback mostra quel losco figuro che uccide diverse persone che si trasferiscono in quella casa.
Verso la fine, lo stesso Ben cerca di impedire che quello faccia del male alla ragazza solo per finire erroneamente ucciso quando quest'ultima tenta di sparare all'intruso solo. Quando Ruth decide di andarsene, saluta i suoi vicini solo per scoprire che l'assalitore risiede nella casa accanto. Il guardiano / assassino è Dwayne Monroe che vive con Anna, che in realtà è Olie Monroe. L'agente immobiliare Jake, che ha venduto la casa a Ben e Ruth, è in realtà Todd Monroe che ha gestito una truffa immobiliare per decenni; Jake / Todd Monroe vende la vecchia casa Monroe a giovani coppie ignare, mentre sua cognata Anna / Olie Monroe fa amicizia con i nuovi inquilini per saperne di più su di loro, e infine il fratello Dwayne Monroe terrorizza, molesta e infine uccide i nuovi proprietari, consentendo a Jake di riacquistare la casa e vivere dei proventi della vendita che divide con Olie e Dwayne. Durante una rissa, Dwayne uccide Olie, insegue Ruth e viene ucciso da Jake per legittima difesa.
Nella scena finale, ambientata cinque anni dopo nel 1947, l'ormai folle Ruth ha ora sposato Jake e si unisce a lui volentieri nella sua truffa di vendita della vecchia casa di famiglia a persone ignare in modo che sia lui che Ruth possano perpetrare la catena di omicidi.

## Distribuzione
The Evictors debuttò il 30 marzo 1979 nei cinema statunitense. Ad ottobre uscì anche a Nanaimo, nella Columbia Britannica, in double feature con The Amityville Horror (1979).

## Accoglienza
Bill von Maurer del The Miami News disse: «The Evictors si rivela un piccolo film thriller ordinato che evita i cliché sulle case infestate, ammettendo tuttavia che «non è un tipo di thriller dalle nocche bianche e ha i suoi punti deboli che potresti farci dei buchi, ma nel complesso ottieni un generoso aiuto di spaventi e sorprese per un film di classe B.»
Il "Time Out film guide" affermò che «Pierce ha lavorato duramente in modo imprevisto nei mulini a basso budget per diversi anni, ma ha segnato un centro con questo exploiter energicamente inquietante che trasferisce Il castello maledetto su territori a la Bonnie e Clyde. La trama (la coppia di città acquista una fattoria solitaria i cui ex-proprietari massacrati si rifiutano di rimanere morti) può essere superficiale, ma ci sono interpretazioni piacevoli, bei dettagli d'epoca e fantastiche sequenze, oltre a un colpo di scena finale abbastanza incredibile da essere leggermente sorprendente.» In una recensione di TV Guide lo bollò al contrario come «una spazzatura exploitation senza valore [...] semplicemente orrenda»
Il critico e storico del cinema John Kenneth Muir definì The Evictors un «film horror back-to-the-basics», aggiungendo che «riesce a stupire, sia in termini di valori di produzione (e dettagli del periodo), sia di impatto viscerale».

### Pubblicazioni in home video
Scream Factory distribuì per la prima volta il film in DVD come "bonus film" nel blu-ray de La città che aveva paura nel 2013. Il 26 giugno 2017 invece lo pubblicò da solo.